# Monampteuil
Monampteuil is een gemeente in het Franse departement Aisne (regio Hauts-de-France) en telt 134 inwoners (2005). De plaats maakte deel uit van het arrondissement Laon, maar werd op  1 januari 2017 overgeheveld naar het arrondissement Soissons.

## Geografie
De oppervlakte van Monampteuil bedraagt 5,9 km², de bevolkingsdichtheid is 22,7 inwoners per km².
De onderstaande kaart toont de ligging van Monampteuil met de belangrijkste infrastructuur en aangrenzende gemeenten.

## Demografie
Onderstaande figuur toont het verloop van het inwonertal (bron: INSEE-tellingen).
Vanwege een beveiligingsprobleem met de MediaWiki Graph-software is het momenteel niet mogelijk deze grafiek weer te geven. Zodra de software is bijgewerkt zal de grafiek vanzelf weer zichtbaar worden.